# Elaeocarpus holopetalus
Elaeocarpus holopetalus es un pequeño árbol del bosque lluvioso del este de Australia. 

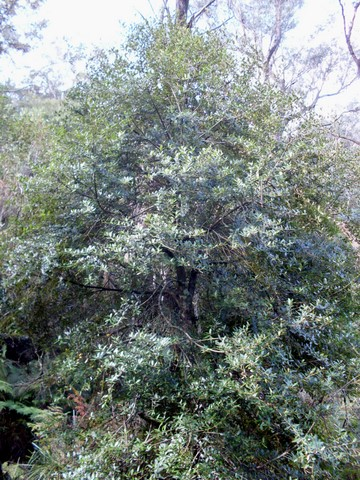
Elaeocarpus holopetalus en el Parque nacional de las Montañas Azules

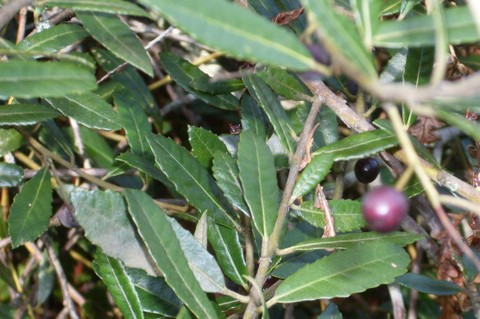
Elaeocarpus holopetalus – hojas y fruto

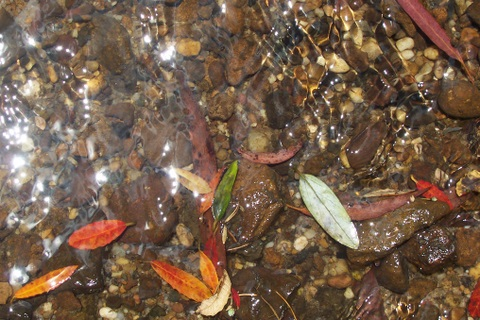
Un arroyo de montaña con hojas viejas de Elaeocarpus holopetalus. Otras hojas son de Atherosperma moschatum y Eucalyptus oreades.

## Distribución y hábitat
Crece desde las cercanías del Río Snowy (37° S) hasta el Parque nacional Chaelundi (29° S) en el norte de Nueva Gales del Sur. Se encuentra a grandes altitudes en los barrancos.
Con frecuencia se le ve acompañado con Atherosperma moschatum, en lugares tales como Parque nacional Errinundra, Parque nacional Bosque del Sureste, Parque nacional de las Montañas Azules y Parque nacional Cumbres Barrington. También está asociado con Nothofagus moorei en el Parque nacional Cumbres Barrington y también en otros sitios de su distribución en el norte como el Parque nacional Nueva Inglaterra.
Nombres communes incluyen Baya negra de olivo (Black Olive Berry), Fresno arándano de montaña (Mountain Blue-berry) y Quandong de montaña (Mountain Quandong).

## Descripción
Usualmente es un gran arbusto o un pequeño árbol. Sin embargo los especímenes raros son los más impresionantes; midiendo 2 metros de ancho en la base, y 25 metros de alto.
El tronco es recto con la corteza exterior gris oscura o café. Relativamente lisa con algunas fisuras y arrugas.
Las hojas son particularmente aserradas, de 3 a 7 cm de largo. El haz es de un verde de tono mediano a uno oscuro, blanquecino en el envés. Las hojas muestran una nervadura prominente, particularmente en el envés. Otra característica de este y otros árboles de Elaeocarpus son las hojas viejas rojas.
Flores blancas aparecen en racimos en pares en noviembre y diciembre. El fruto es una drupa negra de 9 mm de largo y cuando está inmaduro es de color marrón. Como muchos árboles de Elaeocarpus de Australia, la germinación es lenta y difícil. Sin embargo, los esquejes han probado ser más exitosos.

## Taxonomía
Elaeocarpus holopetalus fue descrita por Ferdinand von Mueller  y publicado en Fragmenta Phytographiæ Australiæ 2: 143. 1861.